# HLZ Hochdorf-Friesenheim
Das HLZ Hochdorf-Friesenheim (HLZ Spielbetriebs GmbH) ist ein Leistungszentrum der Handballvereine TV Hochdorf und TSG Friesenheim. Es wurde 2020 gegründet. Obwohl der Fokus auf die Jugendarbeit gerichtet ist, treten die Herrenmannschaften des HLZ in der zweiten und dritten Handballbundesliga an.

## Geschichte
Das HLZ Hochdorf-Friesenheim wurde 2020 gegründet.
Die erste Mannschaft spielt unter dem Namen Die Eulen Ludwigshafen in der zweiten Handballbundesliga, die zweite Mannschaft in der dritten Liga.

## Jugendarbeit
Das Handballleistungszentrum hat den Fokus auf der Jugendarbeit. Das Ziel ist, Spieler für den professionellen Bereich auszubilden. Derzeit gibt es 10 Jugendmannschaften.
Das HLZ wurde vom Landessportbund Rheinland-Pfalz im März 2025 offiziell als Landesleistungszentrum ausgezeichnet. Damit soll die herausragende Nachwuchsarbeit und die nachhaltige Förderung talentierter Handballspielerinnen und -spieler in der Region gewürdigt werden, heißt es in der Begründung.